# Королівські скелі
Пам'ятка природи «Королі́вські скелі» — геологічна пам'ятка природи місцевого значення на території Луганської області України.

## Географія
Пам'ятка природи розташована на території Довжанського району, на східній околиці села Черемшине, по лівому березі річки Верхнє Провалля.

## Історія
Резерват був утворений 13 вересня 1977 рішенням виконкому Ворошиловградської обласної ради № 370 та підтверджений таким же рішенням № 247 від 28 червня 1984 року.
За однією з версій походження назви, цими місцями проїжджала Катерина II. Біля цих скель у неї зламалась карета, і поки її лагодили, вона насолоджувалась краєвидами. Саме тому їх й назвали королівськими. За іншою версією поряд знаходиться село Королівка, від якого скелі і отримали свою назву.

## Опис
Охороняються унікальні скельні утворення висотою 80-100 м, що являють собою виходи пісковиків середнього карбону.
На скелях зростають петрофітно-чагарникове рослинне угрупування з ендемічними видами. Поширення набули чагарники спірея звіробоєлиста, мигдаль низький, вишня чагарникова, серед трав ковила дніпровська, ковила волосиста, костриця валійська, костриця Беккера, парило звичайне, конюшина альпійська, вероніка степова, шавлія поникла, перстач срібний, підмаренник несправжній, оман німецький, жовтозілля дніпровське, тонконіг стиснутий, перлівка трансільванська. У розщілинах каміння, де накопичується атмосферна волога, можна побачити рідкісні на Донбасі скельні папороті: аспленій північний та пухирник ламкий, на плитах пісковиків подекуди трапляються молодило руське та ефедра двоколоскова. На території пам'ятки зростає численна популяція цибулі лінійної, занесеної до Червоної книги України. Це єдине на Донбасі місце, де знайдений вузьколокальний ендемік Донецького кряжу — вероніка донецька.
Серед тваринного світу поширені тварини, що занесені до Червоної книги України. Тут мешкають полоз жовто-черевний і полоз чотирисмугий, гніздяться пугач і орел-карлик.

## Галерея

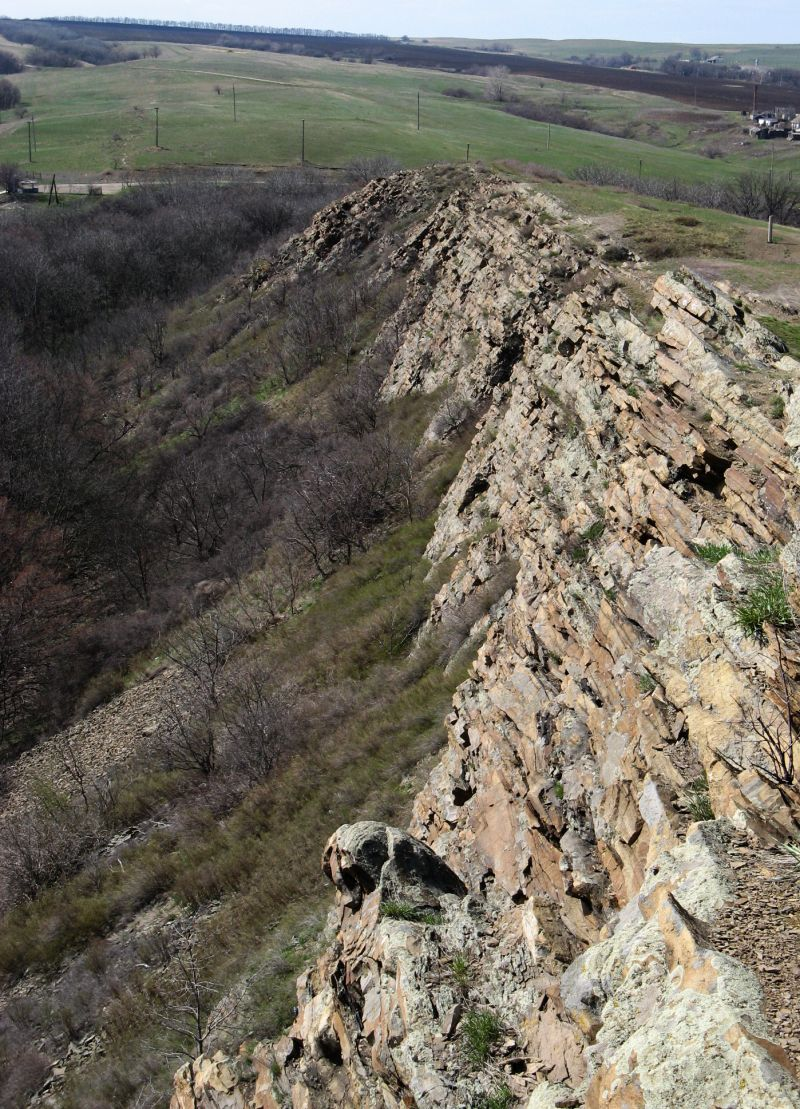
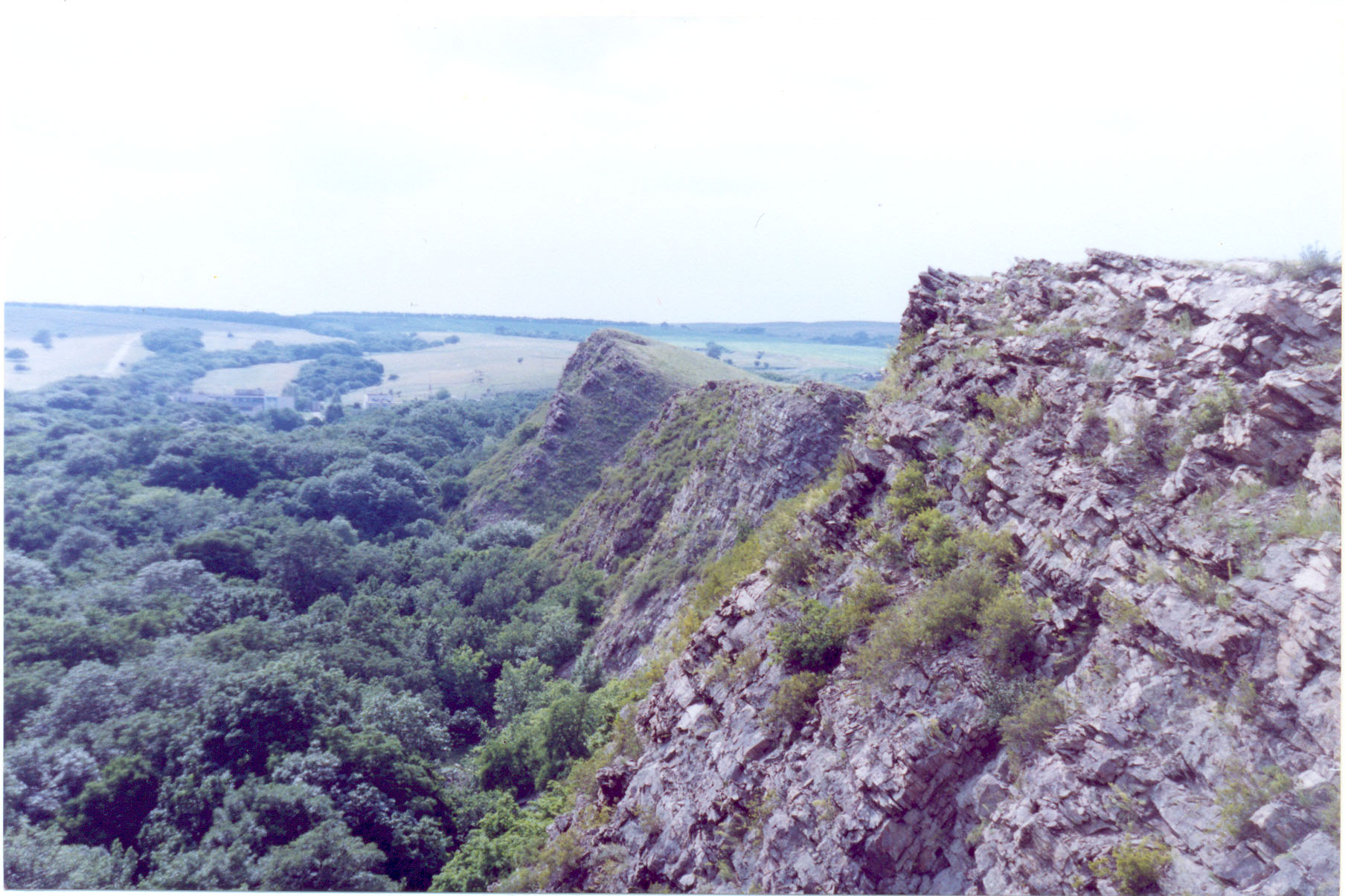
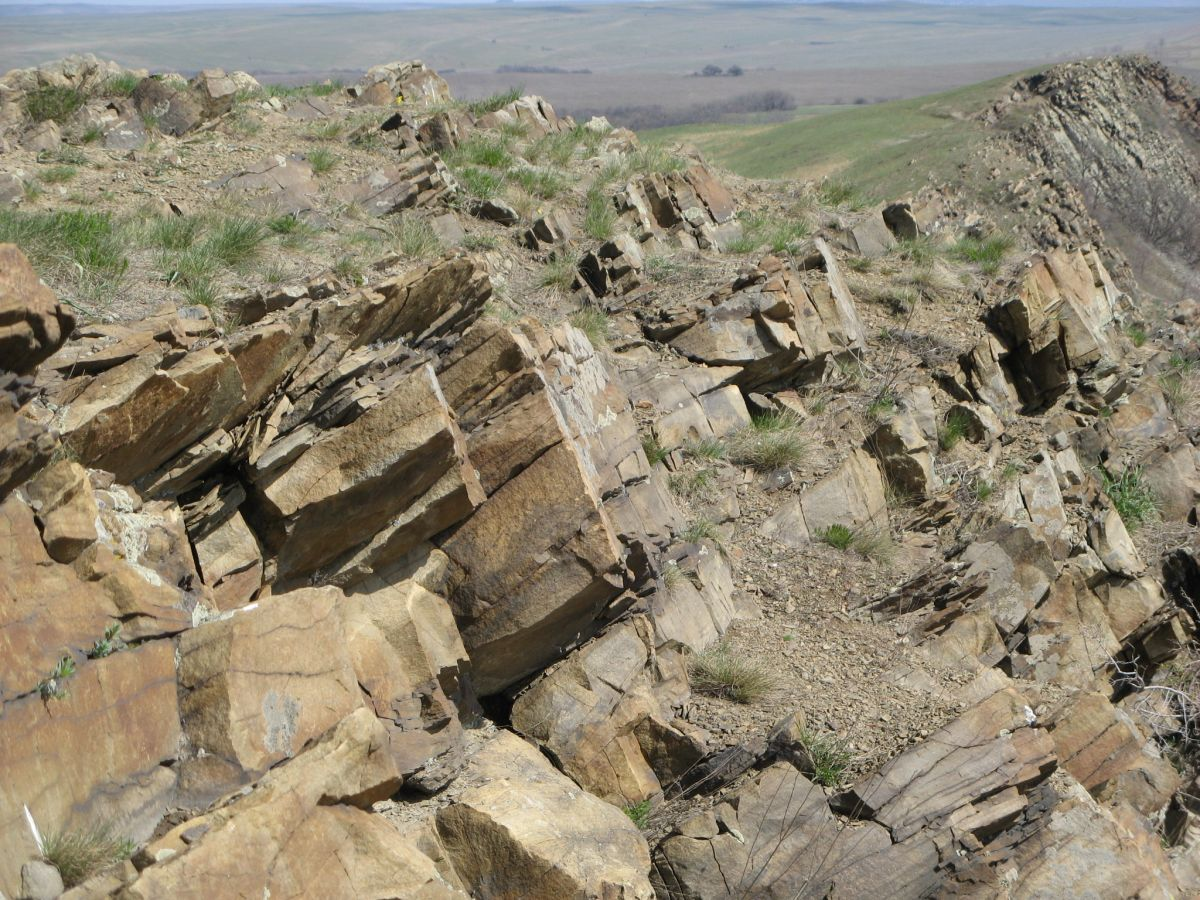
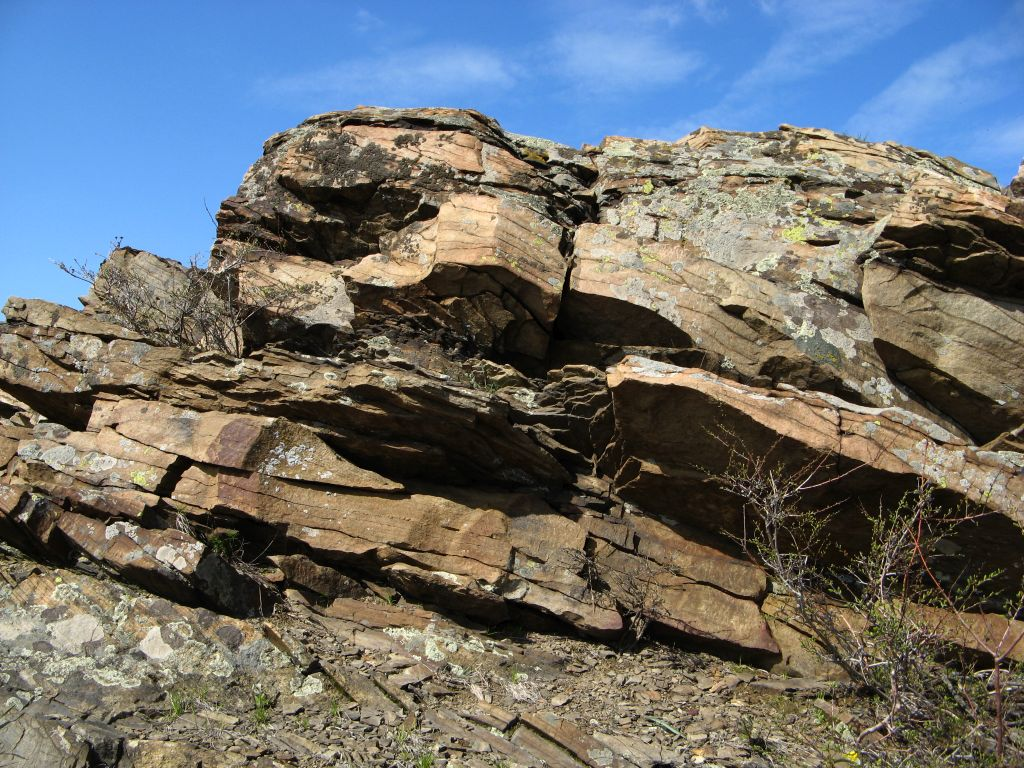
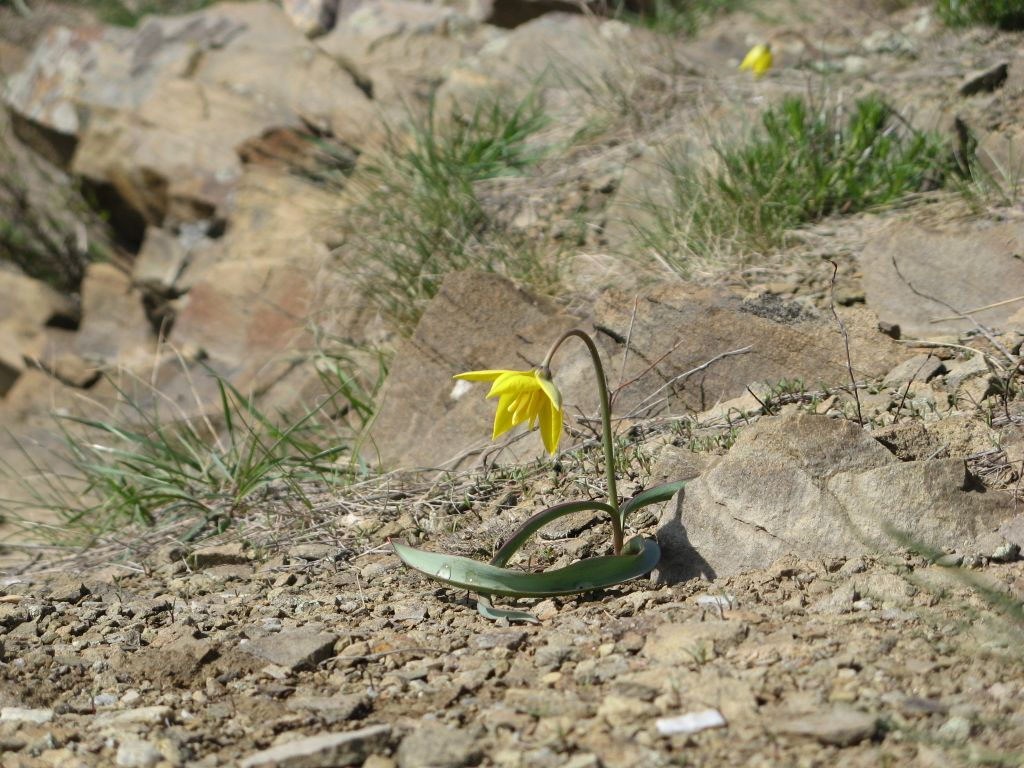
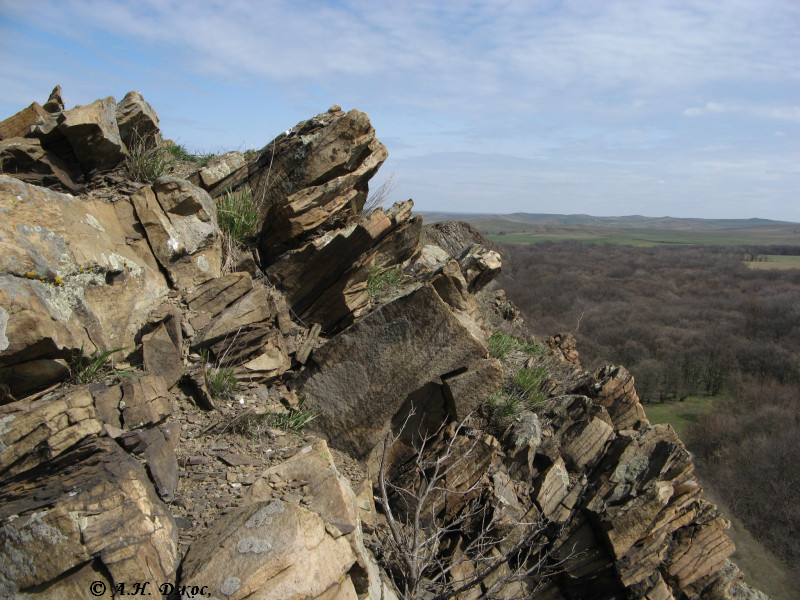
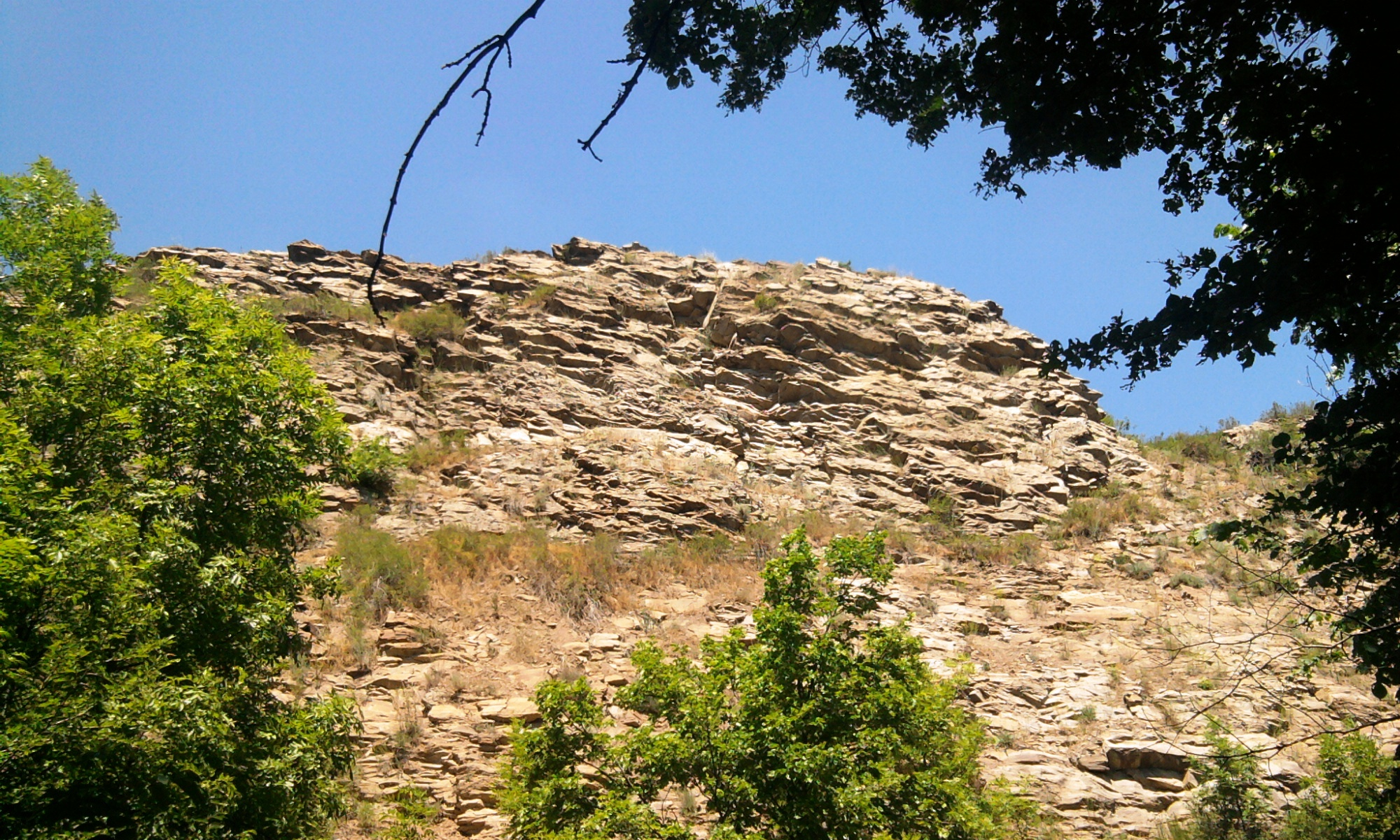
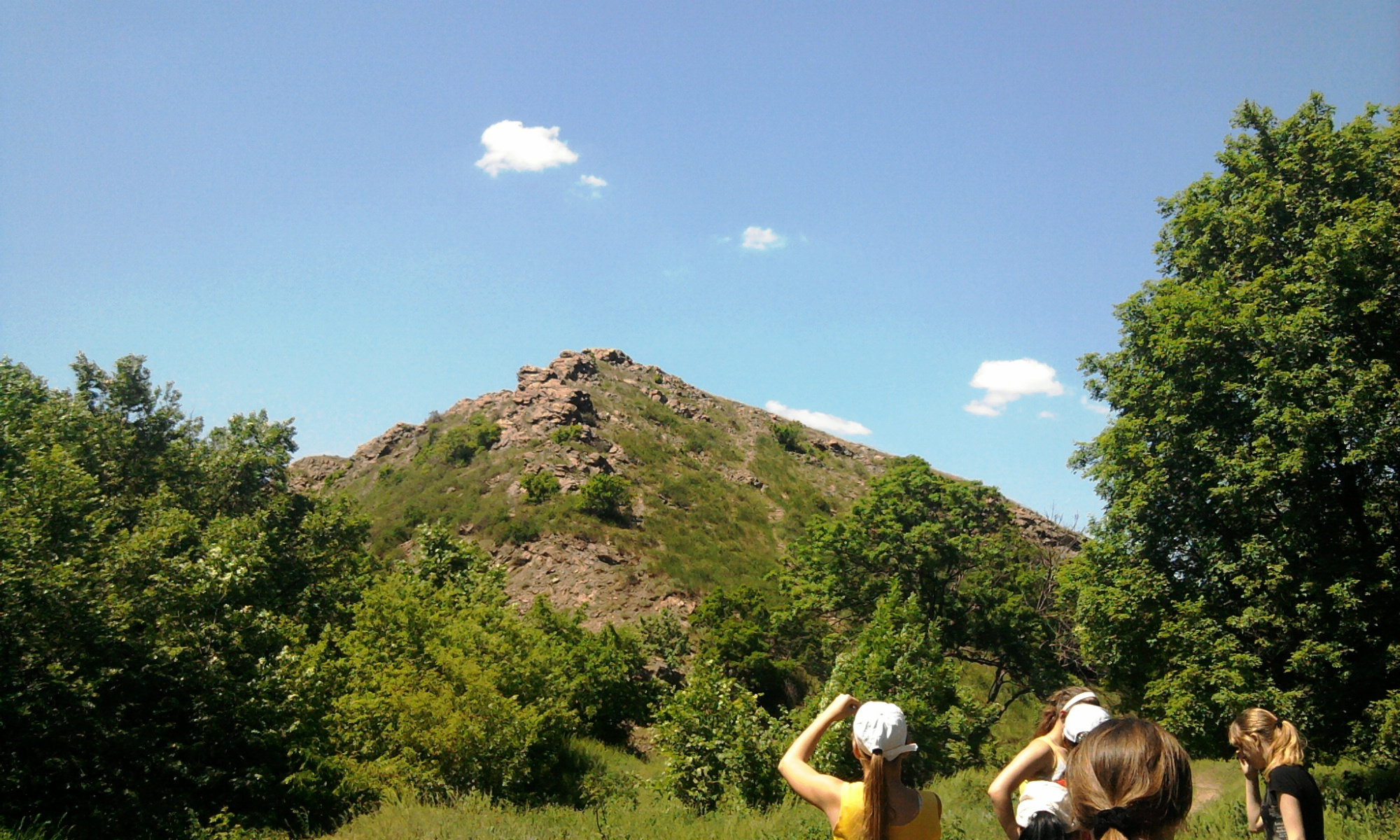